# Gioacchino Serangeli
Gioacchino Serangeli, né en 1768 à Rome et mort le 12 janvier 1852 à Turin, est un peintre italien.

## Biographie
Né en 1768 à Rome, Gioacchino Giuseppe Serangeli vient à Paris en 1790 et étudie auprès de  Jacques Louis David. Il expose au Salon dans les premières années du XIXe siècle.
Parmi ses œuvres les plus remarquées figurent son Napoléon reçoit au Louvre les députés de l’armée après son couronnement. 8 décembre 1804 (1808, musée national des châteaux de Versailles et de Trianon) et La Charité romaine (1824, musée des Beaux-Arts de Chambéry), dont son habile traitement d’un effet de la lumière suscita beaucoup d’attention.
De retour en Italie, il décore la villa Sommariva sur le lac de Côme avec des fresques de la légende de Psyché. Établi à Milan, il devient professeur à l’Académie de Brera.

## Élèves
- Antoinette Béfort (1788-1868)[1].
- Claudio Linati (1790-1832)[2].
- Auguste Vinchon (1789-1855)[2].
- Julie Volpelière (vers 1783-1842)[3].

## Œuvres
- Napoléon reçoit au Louvre les députés de l’armée après son couronnement. 8 décembre 1804, 1808, Versailles, musée national des châteaux de Versailles et de Trianon.
- Adieux de Napoléon et d’Alexandre après la paix de Tilsitt. 9 juillet 1807, 1810, Versailles, musée national du château et des Trianons.
- La Charité romaine, 1824, musée des Beaux-Arts de Chambéry.
- Orphée aux enfers, Salon de 1804, 3,50 × 4,70 m, Paris, musée de la Musique.
- Sophocle plaidant sa cause devant l'aréopage, 3,50 × 4,65 m, Paris, musée de la Musique.
- Silvio Pellico écrivant ses mémoires,  musée des Beaux-Arts de Chambéry.
- Portrait de Germaine Faipoult de Maisoncelle et sa fille Julie jouant de l'épinette, vers 1799, huile sur toile, 1,92 × 1,28 m, Norfolk, Chrysler Museum of Art[4],[5].
- Portrait de la chanteuse Giuditta Pasta, 1816-1817, huile sur toile, Milan, Museo Teatrale alla Scala (en)[6].

Œuvres de Serangeli
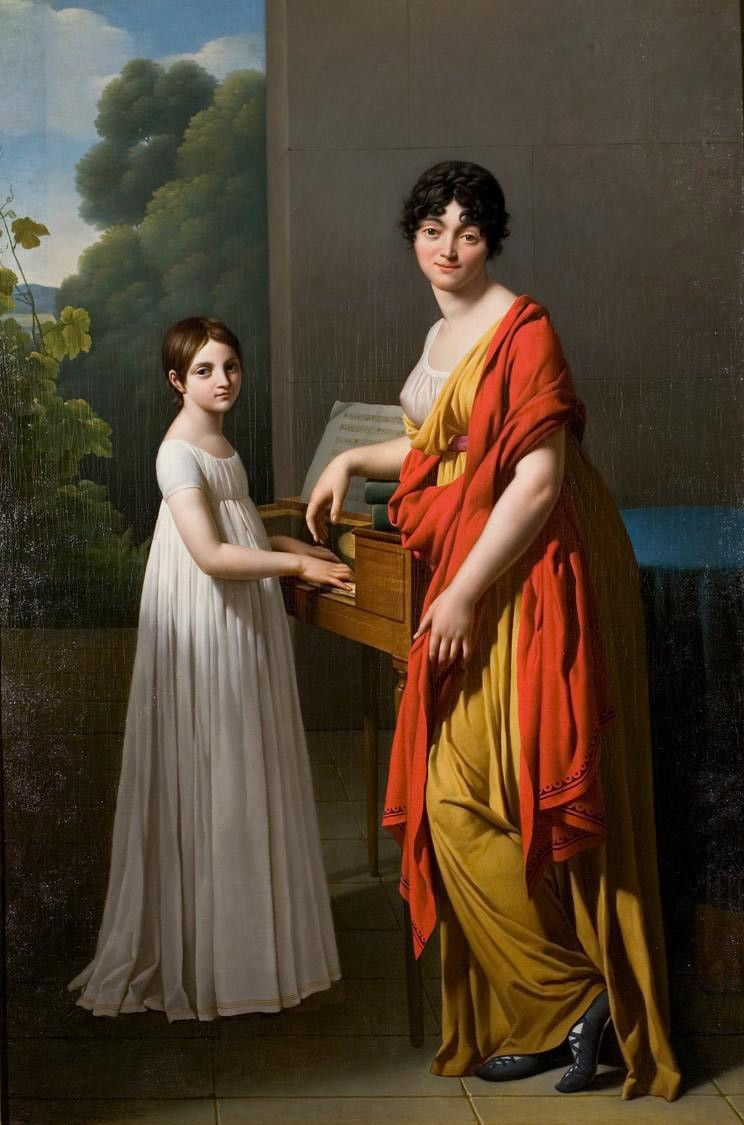
Portrait de Germaine Faipoult de Maisoncelle et sa fille Julie jouant de l'épinette, vers 1799, Norfolk, Chrysler Museum of Art.
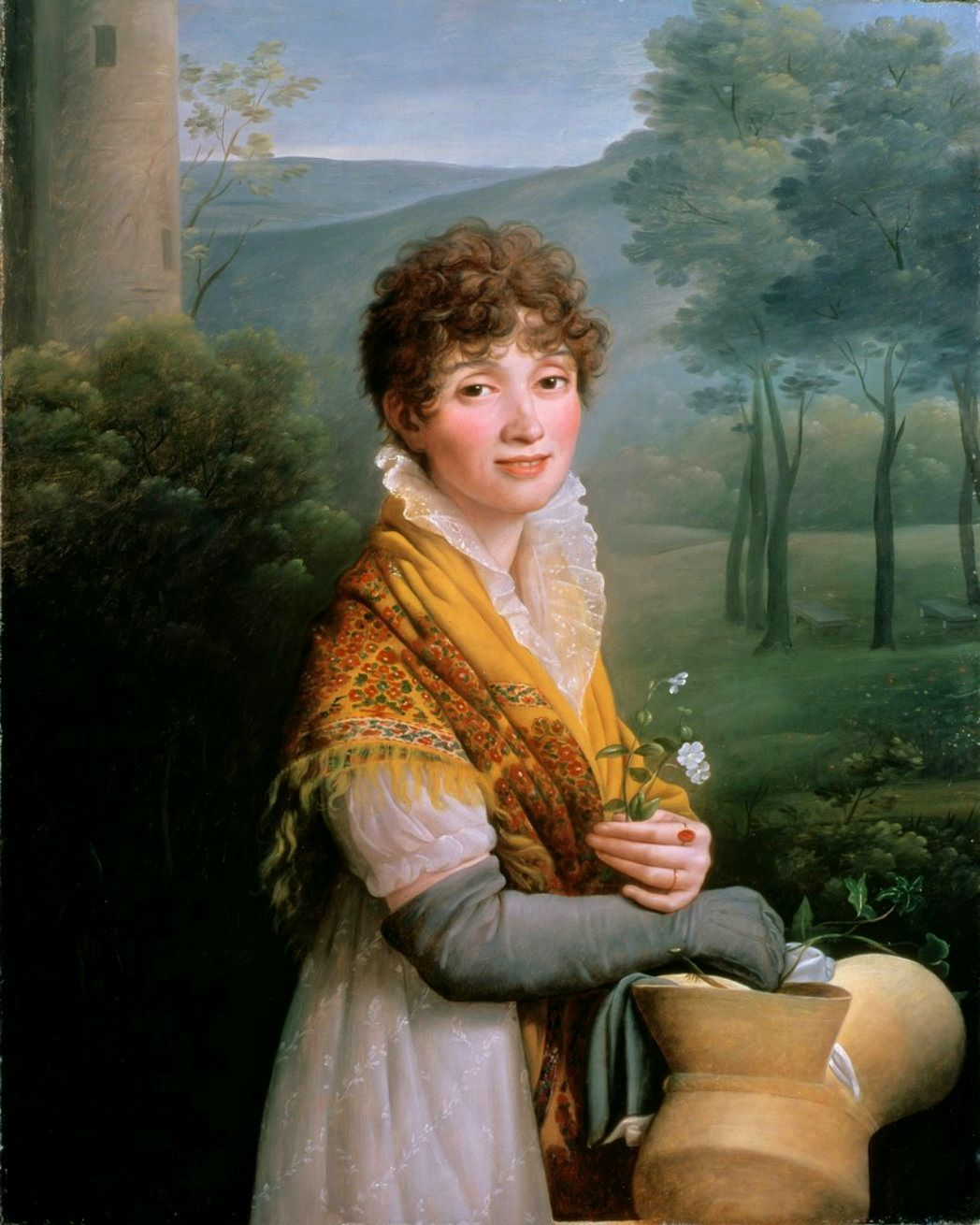
Portrait d'une jeune femme, vers 1807-1810, Oxford, Ashmolean Museum.
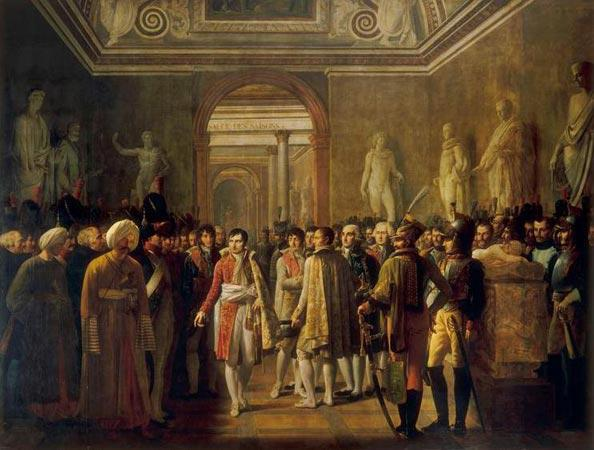
Napoléon reçoit au Louvre les députés de l’armée après son couronnement. 8 décembre 1804, 1808, Versailles, musée national du château et des Trianons.
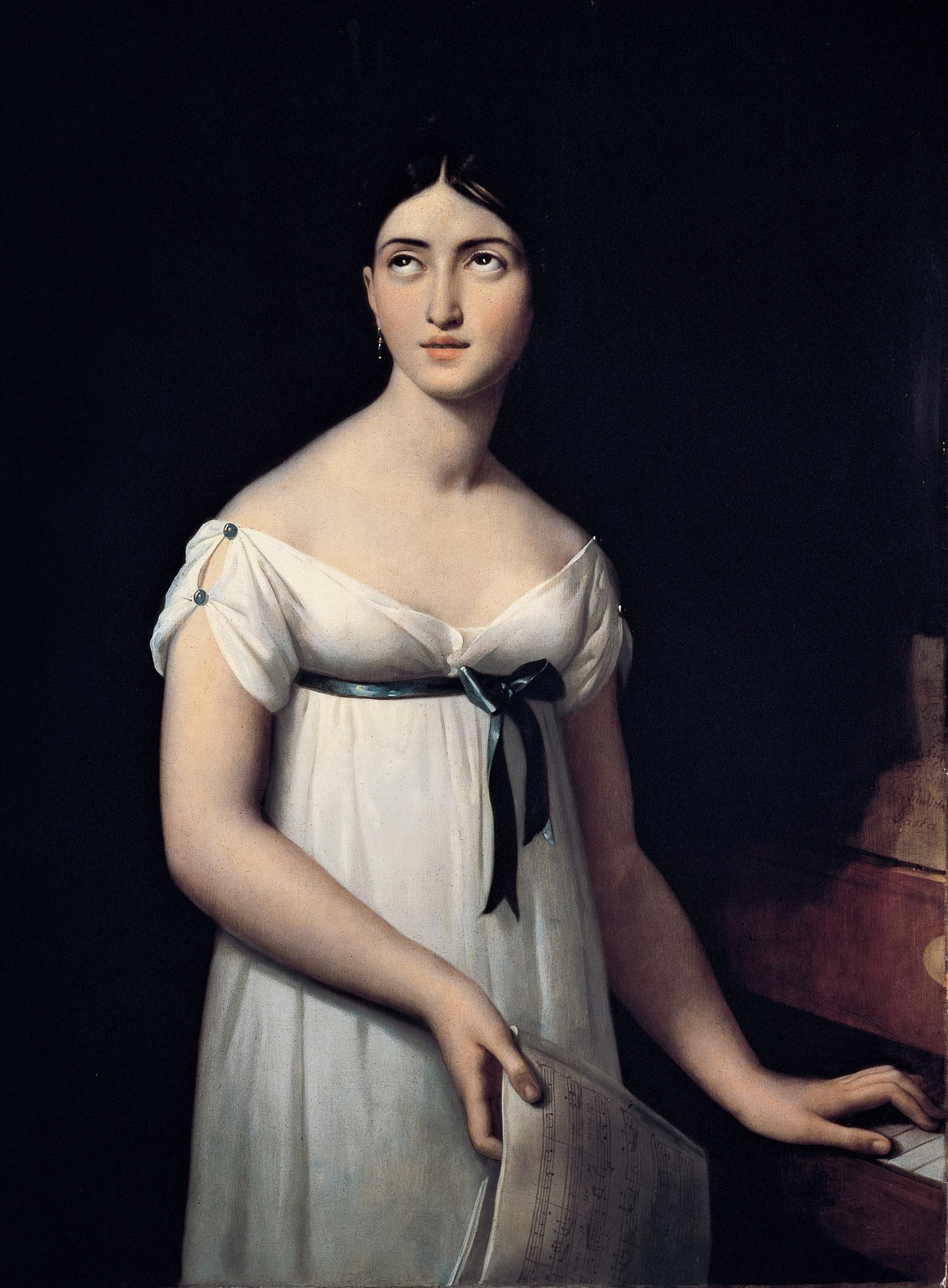
Portrait de la chanteuse Giuditta Pasta, 1816-1817, Milan, Museo Teatrale alla Scala (en).
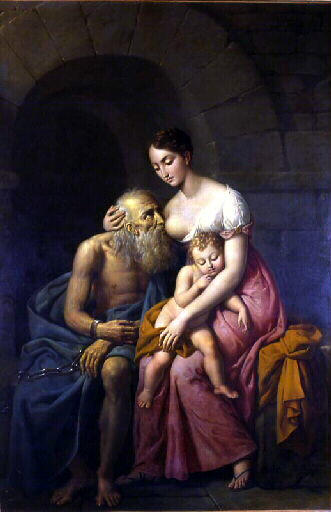
La Charité romaine, 1824, musée des Beaux-Arts de Chambéry.